# Дзива
Дзива (блр. Дзіва, рус. Дива) белоруска је река и притока језера Јанова (део басена Балтичког мора). Протиче преко територија Ушачког рејона Витепске области. 
Истиче из малог језера Урада, тече преко Ушачко-Лепељског побрђа, и након 29 km тока улива се у Јанова. Протиче кроз бројна мања језеа, од којих је највеће језеро Јанова. Пре ушћа у то језеро насзива се Дзива, а даље тече као Турављанка. Укупна површина басена ове реке је 631 km².